# عجل بعل
عِجْلُ بَعل هو إله قمري في مدينة تدمر التاريخية في سوريا. يعني اسمه («عجل الإله»). يصور عجل بعل بهالة قمرية حول رأسه وأحياناً حول أكتافه ويعتبر واحد من مميزاته القمر المنجلي.
يرتبط اسم عجل بعل بالإله ملاكبل وإله الشمس يرحبل في جزء من ثالوث مشهور. أيضاً يرتبط اسمه بالإلهة السورية عشتروت "كوكب الزهرة" وعرسو “نجمة المساء". استمرت عبادة عجل بعل حتى وقت متأخر من الفترة الهيلينية وامتدت حتى روما.

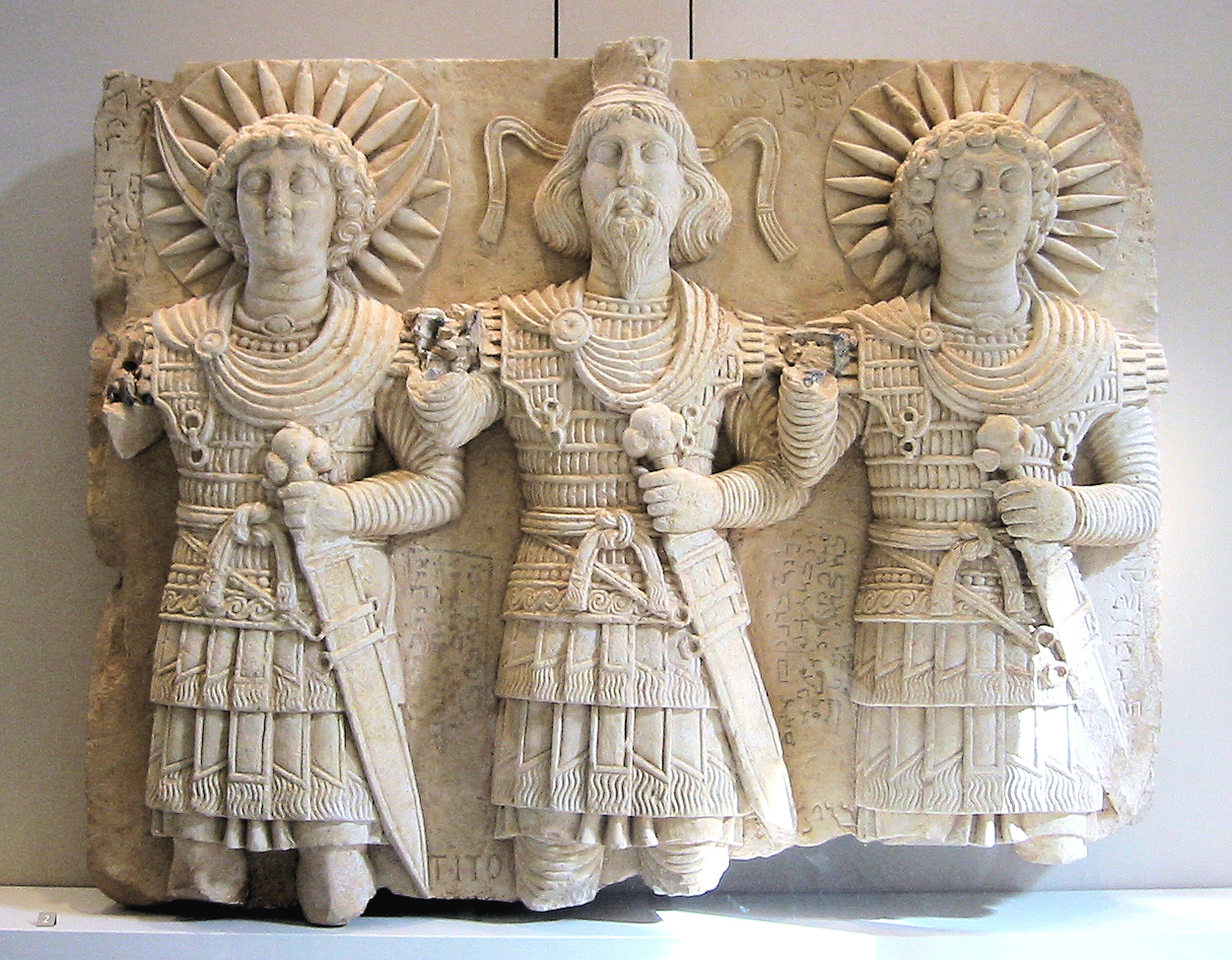
الآلهة التدمرية: من اليسار إلى اليمين: إله القمر عجل بعل، الإله الأعظم بعل شامين وإله الشمس ملاك بعل. القرن الأول قبل الميلاد بئر وريب، وادي مياه، سوريا متحف اللوفر.